# Amethyststernkolibri

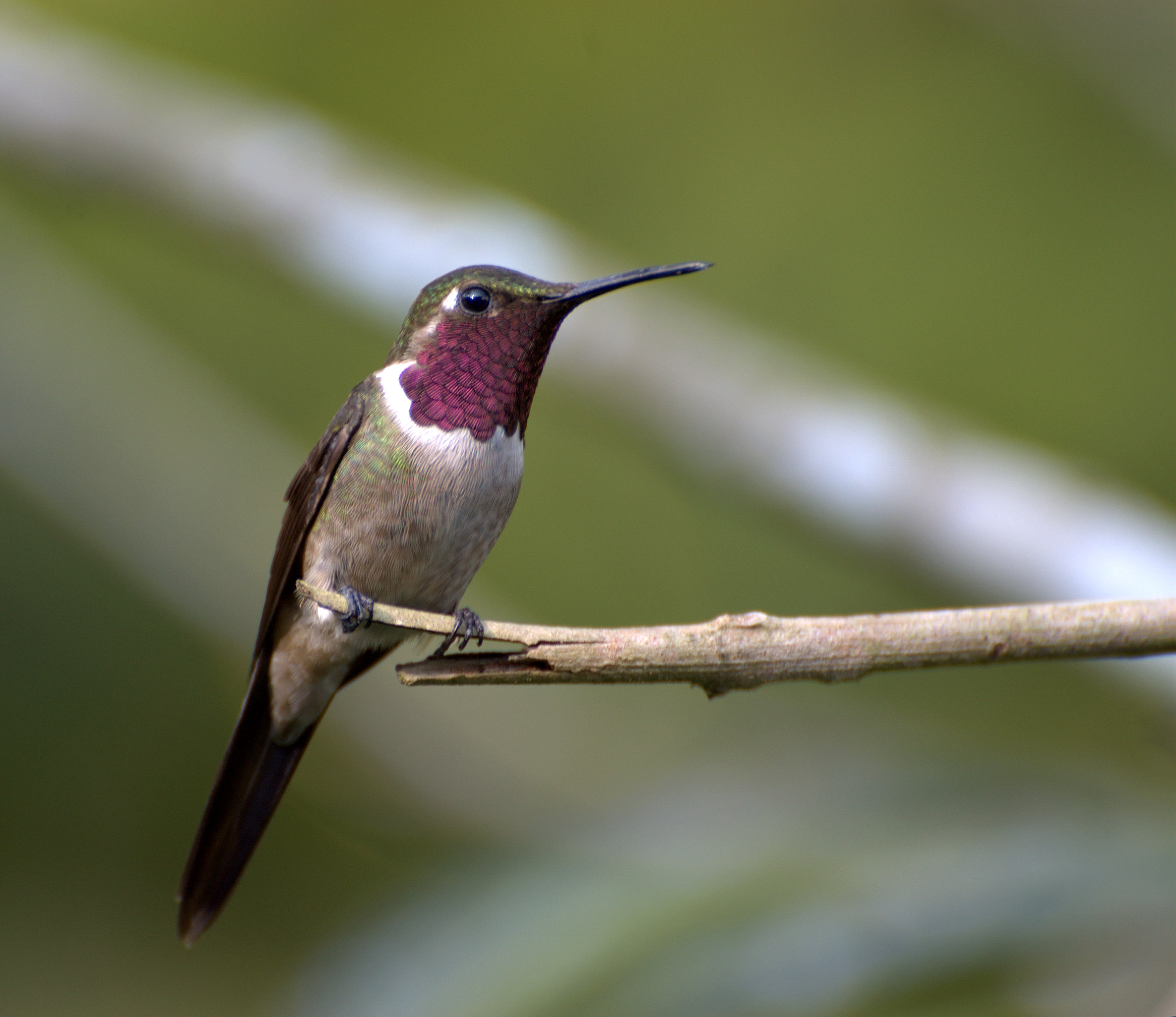
Männchen des Amethyststernkolibri

Verbreitungskarte des Amethyststernkolibris

Der Amethyststernkolibri oder Amethystkolibri (Calliphlox amethystina) ist mit einer Körperlänge von 6 bis 8 Zentimetern einer der kleineren Vertreter aus der Familie der Kolibris (Trochilidae) und die einzige Art der somit monotypischen Gattung Calliphlox. Er hat ein großes Verbreitungsgebiet in Südamerika. Der Bestand wird von der IUCN als „nicht gefährdet“ (least concern) eingeschätzt.

## Merkmale
Amethyststernkolibris haben ein grünes Gefieder, welches zum Schwanz hin ins Bräunliche verläuft. Die Flügeloberseite ist braun, die Unterseite der Flügel ist schwarz. Die Schwanzfedern sind oben grün, die Unterseite des Schwanzes ist schwarz, der Schwanzansatz ist braun. An der Kehle ist ein dicker weißer Streifen vorhanden, der Schnabel ist silbern, die Beine sind schwarz gefärbt. Die Männchen haben eine rötlich gefärbte Kehle, während diese beim Weibchen weiß ist.

## Lebensweise
Amethyststernkolibris leben die meiste Zeit des Jahres als Einzelgänger und suchen die Blüten der Bäume und Sträucher nach Nektar und Insekten ab, von denen sie sich ernähren. Durch ihre sehr schnellen Flügelschläge bis zu 80 pro Sekunde erzeugen sie ein insektenähnliches Brummgeräusch.

## Verbreitung und Lebensraum
Diese Art bewohnt die Tropenwälder, Savannen und Strauchgebiete östlich der Anden von Ecuador über Peru und Bolivien bis nach Brasilien südlich des Amazonasbeckens. Außerdem von Ostkolumbien über Venezuela, die Guyanas und Zentral- und Ostbrasilien bis nach Paraguay und Nordargentinien.

## Fortpflanzung
Beim Balztanz vollführt das Männchen einen Pendeltanz vor dem Weibchen. Das Weibchen baut ein napfförmiges Nest, welches aus Pflanzenfasern und Daunen besteht, in einer Astgabel.

## Gefährdung und Schutzmaßnahmen
Zwar ist der Amethyststernkolibri recht selten in Kolumbien, Venezuela, Französisch-Guayana und Peru. Da diese Art aber vor allem in Brasilien weit verbreitet ist, stuft die IUCN sie als „nicht gefährdet“ (least concern) ein.

## Etymologie und Forschungsgeschichte
Pieter Boddaert beschrieb den Amethyststernkolibri unter dem Namen Trochilus amethystinus. Erst 1831 führte Friedrich Boie die Gattung Calliphlox für mehrere Kolibriarten ein, der auch der Amethyststernkolibri, allerdings unter dem Namen Trochilus amethystinus Gmelin,JF 1788, zugeordnet wurde. Der Name Calliphlox leitet sich von den griechischen Wörtern κάλλος, καλός kállos, kalós für „Schönheit, schön“ und φλόξ, φλογός phlóx, phlogós für „Flamme“ ab. Das Artepitheton amethystina leitet sich vom lateinischen amethystinus ab und bedeutet amethystfarben. Alfred Laubmann sah in dem Synonym Calliphlox microptera Bertoni, AW, 1901 im Departamento Alto Paraná den einzigen Nachweis für Paraguay. »Microptera« ist ein Wortgebilde aus »mikros « für »klein« und » -pteros,  pteron -πτερος, πτερον« für »-flügelig, Flügel«.